# Heinz Niemeyer (Schlagzeuger)
Heinz Niemeyer (* 1931 in Berlin; † 28. Februar 2004 ebenda) war ein deutscher Musiker des Modern Jazz (Schlagzeug).
Niemeyer studierte beim Solopauker der Städtischen Oper in Berlin. 1955 wurde er Mitglied im Quintett von Johannes Rediske (wo er Joe Glaser ersetzte). Seit 1958 gehörte er zum RIAS-Tanzorchester. Joachim Ernst Berendt suchte ihn für die Produktionen der Berlin Dream Band mit Oliver Nelson, Stan Kenton und Don Ellis während der Berliner Jazztage aus. Auch spielte er in den Bands von Helmut Brandt, Eugen Cicero und Kai Rautenberg. Er ist auf Alben mit Rediske, Günter Noris, Inge Brandenburg, Hildegard Knef, Reinhard Mey, Hannjörg Merklin/Jasmine Bonnin (Das Fenster), der Gruppe Sexedelic, der RIAS Big Band und der Berlin Dreamband zu hören.

## Lexikalische Einträge
- Jürgen Wölfer: Jazz in Deutschland. Das Lexikon. Alle Musiker und Plattenfirmen von 1920 bis heute. Hannibal, Höfen 2008, ISBN 978-3-85445-274-4.